# Doki Doki School Hours
Doki Doki School Hours (яп. せんせいのお時間 Сэнсэй но одзикан, «Учительский час») — манга-ёнкома, написанная и иллюстрированная Тамами Момосэ, выпускалась издательством Takeshobo в 1997 году, в ежемесячном журнале Bamboo Comics. Позже на основе сюжета манги компанией J.C.Staff был выпущен аниме-сериал. 13 серий транслировались по каналу TV Tokyo с 4 апреля по 28 июня 2004 года. Позже этой же студией был выпущен OVA сериал — Sensei no Ojikan Gold (яп. せんせいのお時間 ご～るど Сэнсэй но одзикан го:рудо). Каждая серия была выпущена на DVD издании. Сериал и OVA были переведены на английский язык компанией Blue Water Studios и лицензированы на территории США компанией Geneon Entertainment. Так как в Америке сериал транслировался сразу вместе в OVA, то принято ошибочно полагать, что это единый сериал. Студия J.C.Staff решила выпустить сериал после огромного успеха предыдущего, похожей тематики — Azumanga Daioh.

## Сюжет
Действие разворачивается вокруг 27-летней учительницы (которая выглядит на 13 лет), она пытается научить класс чему-либо полезному. Сам класс тоже необычный, здесь есть отаку, модник, глупый спортсмен, сексуально озабоченный парень, влюблённый в спортсмена гей, лесбиянки, девушка, которая всё время спит на уроке, и другие. Что же теперь милой учительнице остаётся делать?

## Список персонажей
Мика Судзуки (яп. 鈴木みか Судзуки Мика)
Сэйю: Оми Минами
27-летняя милая учительница класса 2А. Она необычно маленькая для своего возраста и похожа на подростка. Ученики обычно называют её «Мико-сэнсэй». Всё ещё живёт с родителями и боится дня «отъезда». Мика всегда начинает плакать, когда дела идут плохо.
Минако Томинага (яп. 富永美奈子 Томинага Минако)
Сэйю: Кана Уэда
Самая честная школьница. Ходит в кулинарный кружок. Часто жалуется, какие «идиоты» окружают в её классе, или начинает выгонять людей. Она любит фильмы ужасов.
Аканэ Кобаяси (яп. 小林あかね Кобаяси Аканэ)
Сэйю: Томоко Каваками
Девушка, которая любит спать во время уроков, так как после школы работает, чтобы заработать денег. Очень озабочена своей внешностью, например, часто сидит на диете. Очень рассеянная: когда ученик по обмену разбудил её словом «Hello», она сначала подумала, что проснулась в Америке.
Сидзука Наганэ (яп. 流静 Наганэ Сидзука)
Сэйю: Икуэ Отани
Староста класса 2А. Она решила стать старостой, так как её поп-кумир был тоже когда-то старостой в своём классе. Сидзука очень умная и дружелюбная, но порой может быть жестокой к людям, особенно если они пытаются оскорбить её кумира.
Рио Китагава (яп. 北川理央 Китагава Рио)
Сэйю: Вакана Ямадзаки
Высокая и очень красивая девушка, которая постоянно дразнит Мику-сэнсэй из-за её маленького роста. Она лесбиянка и не раз заявляла, что ей нравятся маленькие и милые девушки. Влюблена в Мику-сэнсэй и постоянно флиртует с ней, порой это доходит до домогательств. У Рио отличное тело, и Кобаяси часто ревнует по этому поводу. У неё также хорошие оценки по всем предметам, но лишь затем, чтобы угодить Мико-сэнсэй и провести с ней время.
Кэнта Суэтакэ (яп. 末武健太 Суэтакэ Кэнта)
Сэйю: Каппэй Ямагути
Спортсмен, ни о чём толком не знает, кроме спорта. Несмотря на это, очень хороший и добродушный. Кудо любит его и часто учит разным вещам.
Юити Кудо (яп. 工藤雄一 Кудо: Ю:ити)
Сэйю: Юдзи Уэда
Ученик, который часто теряет самоконтроль и очень бурно реагирует на отношения между Мико и Китагавой. Гомосексуален и влюблён в Суэтакэ, с которым часто видит эротические фантазии. Во время сексуального возбуждения у Юити начинается сильное носовое кровотечение, и порой это приводит к обмороку от кровопотери.
Дзёдзи Сэки (яп. 関譲治 Сэки Дзё:дзи)
Сэйю: Кисё Танияма
Самовлюблённый женственный парень, вплоть до того, что ходит в школу с макияжем, очень любит красивых девушек. Считает, что ему понравится любая грамотно одетая и накрашенная девушка. Вне школы он был замечен в кимоно в толпе девушек. У него хорошие отношения с Кобаяси.
Такуми Ватанабэ (яп. 渡部匠 Ватанабэ Такуми)
Сэйю: Косукэ Окано
Глава клуба мангак в школе. Хорошо рисует, но лишь бисёдзё-персонажей, и порой эта идея становится у него навязчивой, однако парней рисовать ему не очень удаётся. Мика-сэнсэй иногда проявляет интерес к его работе. Мика часто становится его моделью, благодаря чему они с Ватанабэ подружились. Прозвище — Ватабэ.
Гэн Накамура (яп. 中村元 Накамура Гэн)
Сэйю: Мицуо Ивата
17-летний ученик, который ведёт себя как стереотипный 40-летний мужчина, за что получил прозвище «Старик» (яп. おやじ Оядзи). Позже он намекает, что любит старосту. Иногда его ошибочно принимают за извращенца.